# 第37航空軍 (ロシア空軍)
第37航空軍（ロシア語:37-я воздушная армияトリーッツァチ・スィヂマーヤ・ヴァズドゥーシュナヤ・アールミヤ）は、かつて存在したソ連空軍、ロシア空軍の軍級部隊である。2009年には遠距離航空コマンドへと改編された。Tu-95、Tu-160戦略爆撃機を装備し、敵領土に対する核打撃を任務とする。1980年以降はその任務から、ロシア連邦軍最高司令官（ロシア連邦大統領）直属部隊であり、別名遠距離航空隊（Дальняя авиацияダーリニャヤ・アヴィアーツィヤ）、戦略航空隊（Стратегическая авиацияストラチギーチェスカヤ・アヴィアーツィヤ）とも称される。

## 沿革
- 1949年1月10日 - ポーランドに駐留していた第4航空軍から改編され成立した。
- 1964年7月 - 北方軍集団の空軍に改編された。
- 1980年8月1日 - ソ連空軍遠距離航空コマンドから改編され再度成立した。
- 1988年2月25日 - 再度遠距離航空コマンドに改編された。
- 1998年4月 - ロシア空軍において再度第37航空軍に改編された。
- 2009年8月5日 - ロシア空軍遠距離航空コマンドに改編された。

## 編制
第37航空軍は、2個重爆撃機師団から成る。2009年7月の時点で、重爆撃機（Tu-160、Tu-95MS）×76機、核巡航ミサイル（Kh-55、Kh-55SM）×844発を装備する。

### 第22親衛重爆撃機師団
第22親衛重爆撃機師団（22-я гвардейская тяжелая бомбардировочная дивизия）は、サラトフ州エンゲリスに師団司令部を置き、3個重爆撃機航空連隊から成る。
- 第52親衛重爆撃機航空連隊：シャイコフカ。Tu-22M3
- 第121親衛重爆撃機航空連隊：エンゲリス。Tu-160、Tu-95MS
- 第840重爆撃機航空連隊：ソリツィ。Tu-22M3
- 第6213航空機装備保管処分基地：エンゲリス。旧第184重爆撃機航空連隊。Tu-95MS

### 第326重爆撃機師団
第326重爆撃機師団（326-я тяжелая бомбардировочная дивизия）は、ハバロフスク地方ウクラインカに師団司令部を置き、4個重爆撃機連隊から成る。
- 第79重爆撃機連隊：ウクラインカ。Tu-95MS
- 第132重爆撃機連隊：Tu-22M3
- 第182親衛重爆撃機連隊：Tu-95MS
- 第200親衛重爆撃機連隊：Tu-22M3

師団全体で、Tu-95MS×40機を有する。

### 軍直轄部隊
- 第43飛行要員戦闘訓練・再訓練センター：リャザニ。第49重爆撃機訓練連隊を持つ。Tu-22M3×8機、Tu-95MS×6機が存在する。
- 第3119基地：An-24、An-26
- 第203独立空中給油機航空連隊：ジャギレヴォ。Il-78空中給油機。